# Саво Батиница
Саво Батиница (Дрвар, 10. јануар 1915 — Београд, 6. јул 1984) био је учесник Народноослободилачке борбе и генерал-мајор ЈНА.

## Биографија
Рођен је 10. јануара 1915. године у Дрвару. 
Пре Другог светског рата био је тесарско-столарски радник. Као млади радник приступио је револуционарном радничком покрету и 1940. године постао члан Комунистичке партије Југославије (КПЈ). 
Учесник је Народноослободилачке борбе од 1941. године. У току рата је био политички комесар батаљона, командант батаљона и командант Шеснаесте крајишке ударне бригаде. Крај рата је дочекао на положају команданта Прве бригаде Корпуса народне одбране Југославије (КНОЈ). 
После ослобођења Југославије, наставио је професионалну службу у Југословенској армији. Завршио је Школу тактике Више војне академије ЈНА. У ЈНА се налазио на положајима команданта аутомобилског наставног центра, начелника штаба дивизије, начелника Школе резервних пешадијских официра, начелника Контролног одељења војне индустрије и др. Пензионисан је 1965. године. 
Умро је 6. јула 1984. и сахрањен је у Алеји заслужних грађана на Новом гробљу у Београду. 
Носилац је Партизанске споменице 1941. и више других југословенских одликовања, међу којима су Орден заслуга за народ и Орден братства и јединства. 